# Rous-kupa
A Rous-kupa (angolul: Rous Cup) egy nemzetközi labdarúgótorna volt eleinte Anglia és Skócia csapatai között, később Dél-amerikai válogatottakkal kiegészülve. Először az 1985-ben rendezték meg, az utolsó kiírásra 1989-ben került sor. A legsikeresebb Anglia csapata 3 győzelemmel.
Nevét a korábbi FIFA-elnök Sir Stanley Rous után kapta.

## Eredmények
| Év   | Helyezések | Helyezések   | Helyezések   | Helyezések |
| Év   | Győztes    | 2. helyezett | 3. helyezett |            |
| ---- | ---------- | ------------ | ------------ | ---------- |
| 1985 | · Skócia   | · Anglia     | –            |            |
| 1986 | · Anglia   | · Skócia     | –            |            |
| 1987 | · Brazília | · Anglia     | · Skócia     |            |
| 1988 | · Anglia   | · Kolumbia   | · Skócia     |            |
| 1989 | · Anglia   | · Skócia     | · Chile      |            |

### Helyezések összesítve
| Csapat   | 1. | 2. | 3. |
| -------- | -- | -- | -- |
| Anglia   | 3  | 2  | 0  |
| Skócia   | 1  | 1  | 2  |
| Brazília | 1  | 0  | 0  |
| Kolumbia | 0  | 1  | 0  |
| Chile    | 0  | 0  | 1  |